# Moscato di Pantelleria
Il Moscato di Pantelleria un vino a DOC. che può essere prodotto esclusivamente nell'Isola di Pantelleria in provincia di Trapani.

## Vitigni con cui è consentito produrlo
- Zibibbo (Moscato d'Alessandria) al 100%

## Tecniche produttive
Esclusivamente da mosto di uve fresche (non passite).

## Caratteristiche organolettiche
- colore: giallo talvolta tendente all'ambrato;
- profumo: caratteristico, fragrante di moscato;
- sapore: dolce, aromatico di moscato;

## Storia
Il Moscato di Pantelleria (sinonimo Zibibbo) è prodotto con la cultivar Moscato d'Alessandria, come tutti i moscati ha aromi tipici di moscato, dovuti principalmente a alcuni terpeni, di cui il linalolo è in questo vino il maggior rappresentante; se ne può avere un'idea anche masticando l'uva Italia e ponendo attenzione all'aroma retrolfattivo che si sprigiona.
Capo Zebib sembra sia il luogo di origine, di fronte Pantelleria in Africa, che rimanda ad un'importazione araba. Le fonti, a tal proposito, sono il Mendolia. Altre fonti, il Salomon,  individuano l'origine in Alessandria d'Egitto da dove il nome di Moscato d'Alessandria.
Il Cupani per primo cita lo Zibibbo di Sicilia nell'anno 1696, ma c'era chi molto prima sottolineava il fatto che gli arabi chiamassero tale tipo di vite Zibibi.
Il Nicosia vede nel M.d'A. una varietà di vite ideale per le pergole (1735).
Se nell'Ottocento lo Zibibbo era diffuso a Pantelleria fu di certo il Novecento a sancire l'exploit infatti è di questo periodo una produzione di poco inferiore agli 80.000 q.li di uva e poco meno di 15.000 hl di vino moscato (Scarponi). Tale cultivar tuttora continua ad essere la prima nella realizzazione di nuovi impianti.

## Abbinamenti consigliati
È un vino da servire ad una temperatura di 10-12 gradi in bicchieri a tulipano medio piccoli ed è preferibile abbinarlo a formaggi erborinati accompagnati da confetture ottenute dal medesimo vino o dolci da forno, paste di mandorla, cannolo siciliano, cassata siciliana e anche gelati al pistacchio o alla ricotta; abbinamento più ardito può essere con il foie gras.

## Produzione
Provincia, stagione, volume in ettolitri
- Trapani  (1991/92)  2291,62
- Trapani  (1994/95)  5684,39
- Trapani  (1996/97)  3044,87

## Descrizione della Cultivar
- La foglia adulta: media grandezza, pentalobata-orbicolare; seno peziolare a V, e sovente avente bordi paralleli che tendono a unirsi; la pagina sup. della foglia e di norma color verde intenso.
- Il grappolo: di dimensioni che vanno da 23 a 35 cm, spargolo e alato(da 1 a 2 ali limitate in lunghezza), da conico a piramidale.

Acino grosso, piriforme e con buccia pruinosa di colore dal giallo-verde al dorato-ambrato, la polpa risulta croccante in quanto con notevoli quantità di pectina, il mosto è incolore.
- La vigoria è media, la produzione media e in alcune stagioni irregolare, la fertilità delle femminelle è buona mentre preferisce la potatura corta e adattabile a il guyot semplice.
- Per ciò che riguarda la suscettibilità alle avversità risulta essere resistente alla peronospora e all'oidio mentre è sensibile alla colatura e all'acinellatura dolce. Documentazione.

## Riconoscimenti
Nel 2014 lo zibibbo di Pantelleria è stato inserito tra i patrimoni orali e immateriali dell'umanità dell'UNESCO.